# Suryapet
Suryapet là một thành phố và khu đô thị của quận Nalgonda thuộc bang Andhra Pradesh, Ấn Độ.

## Nhân khẩu
Theo điều tra dân số năm 2001 của Ấn Độ, Suryapet có dân số 94.797 người. Phái nam chiếm 52% tổng số dân và phái nữ chiếm 48%. Suryapet có tỷ lệ 73% biết đọc biết viết, cao hơn tỷ lệ trung bình toàn quốc là 59,5%: tỷ lệ cho phái nam là 80%, và tỷ lệ cho phái nữ là 65%. Tại Suryapet, 11% dân số nhỏ hơn 6 tuổi.